# René Gabriel (prêtre)
Pour l’article homonyme, voir René Gabriel.
Pour les articles homonymes, voir Gabriel.
René Gabriel, né le 18 août 1742 à Vannes (Bretagne) et décédé le 2 novembre 1821 à Questembert (Morbihan), est un prêtre catholique et un homme politique français. Il siégea à l'Assemblée constituante de 1789.

## Biographie
René Gabriel est chapelain des Ursulines d'Hennebont avant de devenir recteur (curé) de la paroisse de Questembert, en 1773.
Le 18 avril 1789, il est élu député de l'ordre du clergé pour la Sénéchaussée de Vannes aux États généraux, aux côtés du recteur de Pontivy, Julien Guégan, et du vicaire perpétuel de Redon, Gabriel Loaisel. 
Acquis aux idées nouvelles, il adhère au Club breton, à l'origine du Club des Jacobins, et siège avec le Tiers état à partir du 19 juin 1789.
Pendant son mandat, il vote contre le rattachement du Comtat Venaissin par fidélité au pape et contre l'institution des assignats. 
En 1791, il prête serment à la Constitution civile du clergé, mais cette décision est mal accueillie par ses paroissiens et il se rétracte le 2 avril 1792. Il est donc considéré comme prêtre réfractaire et doit s'exiler en Espagne avec 25 autres ecclésiastiques, puis en Angleterre.
En 1801, la municipalité de Questembert demande au préfet du Morbihan un passeport pour que Gabriel et les deux autres curés de la paroisse, Pierre Guillouzouic et François-Vincent Dudoué, puissent revenir en France. Cela leur est accordé et Gabriel retrouve ses fonctions de recteur de Questembert le 9 septembre 1802.

## Sources
- « René Gabriel (prêtre) », dans Adolphe Robert et Gaston Cougny, Dictionnaire des parlementaires français, Edgar Bourloton, 1889-1891 [détail de l’édition]